# グロバー・クリーブランド
スティーブン・グロバー・クリーブランド（Stephen Grover Cleveland [ˈstiːvn ˈgrouvər ˈkliːvlənd], 1837年3月18日 - 1908年6月24日）は、アメリカ合衆国の政治家、第22代及び第24代大統領（任期：1885年 - 1889年、1893年 - 1897年）。歴代合衆国大統領において、初めて「連続ではない2期」を務めた人物である。
また、唯一ホワイトハウスで結婚式を行った大統領としても有名である。日本語ではスティーブン・グローバー・クリーブランド、スティーヴン・グローヴァー・クリーヴランドとも表記する。

## 概説
クリーブランドは、財界贔屓のブルボン民主党員であり、高率関税、銀本位制、インフレーション、帝国主義及び商業者、農民及び退役軍人への補助金に反対した。政治改革と財政保守主義のための戦いで、彼は国民の保守層のアイコンとなった。クリーブランドはその正直さ、独立性、高潔さ及び古典的自由主義の原則への関与により称賛を勝ち得た。改革者として彼は根気よく政治腐敗、縁故及びボス政治に反対した。大統領職二期目は1893年恐慌と同時に始まりクリーブランドはそれを立て直すことができなかった。彼の民主党は壊滅し1894年及び1896年の共和党の地滑り的勝利及び民主党内の農地改革論者、銀本位制論者を押さえ込むための道を切り開いた。結果として政界再編が進み第三政党制が終焉、第四政党制と進歩主義時代が始まった。
クリーブランドは強権主義を採り強い批判を受けることとなった。1894年のプルマン寝台車会社のストライキに対する介入で全国の労働組合が彼への反感を強めた。また、金本位制を支持し銀貨の自由鋳造に反対することで、民主党の農地改革論者派は遊離することとなる。その上、評論家は彼の二期目を、想像力がほとんど無く国の経済的災害に圧倒されたようであると批判した。それでも、正直さとその人格で彼はその多難な二期目を切り抜けた。伝記作家のアラン・ネビンスは「グロバー・クリーブランドにおいてはその偉大さは珍しい資質というよりむしろ典型的な資質にあった。彼は何千人のうちの誰も持っていないというような天稟を持っていたわけではなかった。彼にあったのは、正直さ、勇気、堅い意志、自立性、そして常識であった。しかし、彼は、他人以上に、それらの美徳を持ちあわせていたのだ」と書き表している。

## 生涯

### 生い立ちと家族
クリーブランドは1837年3月18日にニュージャージー州コールドウェルにおいて、リチャード・フォーレイ・クリーブランドとアン・ニール・クリーブランド夫妻の9人の子供のうちの1人として生まれた。父親はコネチカット州出身の長老派教会の牧師で、母親はボルチモア出身、本屋の娘であった。父方の先祖はイギリスの出身で、1635年にイギリス北東部からマサチューセッツに移住した。母方の先祖はアングロ＝アイリッシュのプロテスタントおよびドイツ系のクエーカーで、フィラデルフィア出身であった。彼はオハイオ州クリーブランドの由来となったモーゼス・クリーブランド将軍の遠縁であった。
クリーブランドは数年後、家族とともにニューヨーク州北部に移り住み、そこで成長した。クリーブランドは10代半ばにして父親を失い、その後はニューヨーク州バッファローに住む富裕で有力な伯父のもとへと移った。
クリーブランドはバッファロー市内の法律事務所で法律を学び、1859年にニューヨーク州の司法試験に合格した。その後クリーブランドはエリー郡の地方検事補、保安官となった。その一方で、民主党に所属する弁護士として地方で活動し、担当した職務へのひたむきな集中により次第に名声を高めていった。

### 大統領第1期

#### 選挙活動
1881年、クリーブランドはバッファロー市長に選出され、市政改革に業績をあげた。1882年にはニューヨーク州知事に共和党の革新派からの支持も受けて選出され、行政改革の手腕を認められた。クリーブランドは地方から中央へととんとん拍子に頭角を現した。そして1884年、クリーブランドは民主党全国大会において大統領候補として指名を受け、同年の大統領選挙に出馬した。

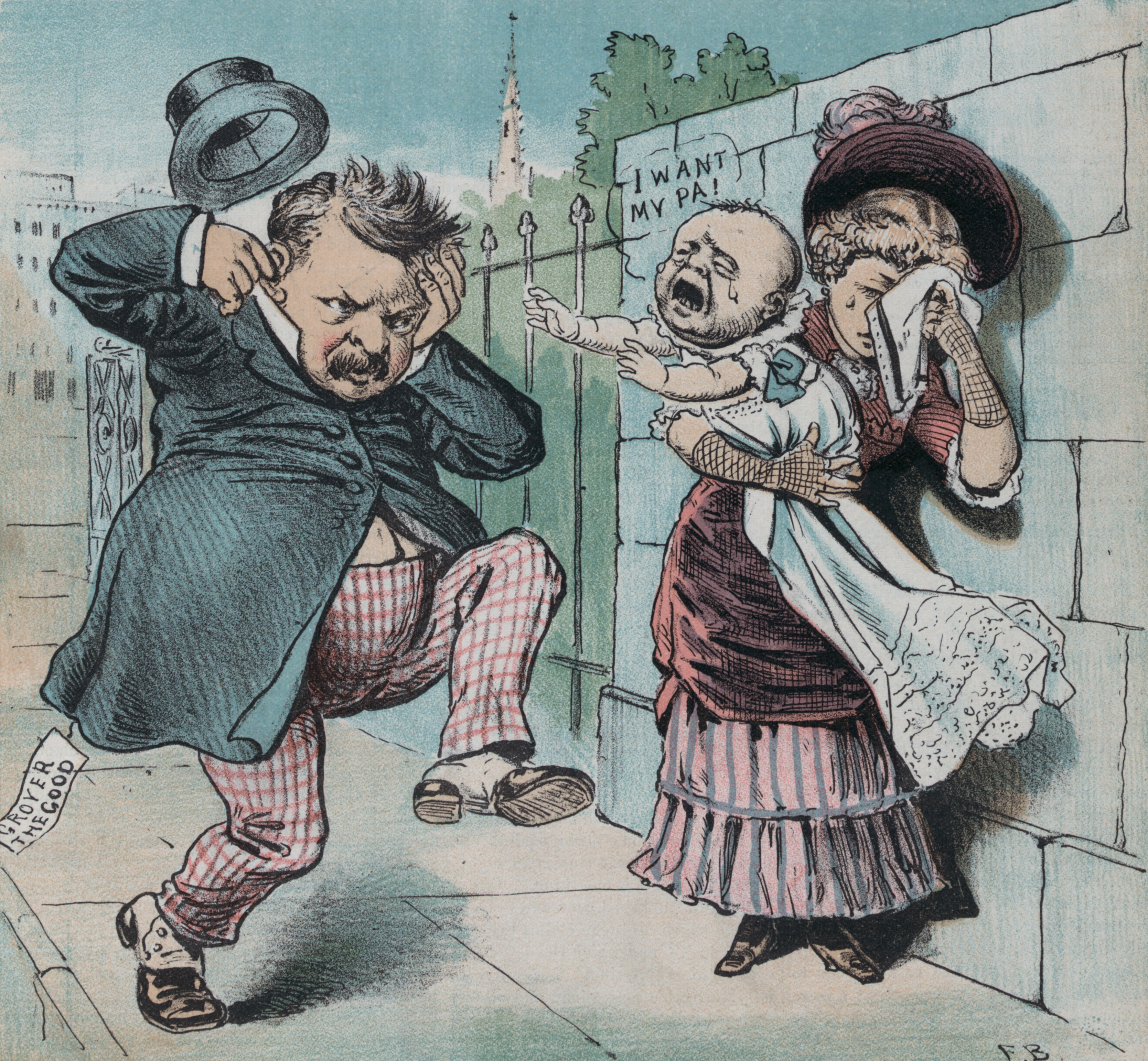
隠し子騒動を風刺した漫画

1884年の大統領選挙において、クリーブランドは共和党のジェイムズ・ブレイン候補と争った。ブレイン陣営はクリーブランドが1863年に徴兵逃れ、1874年に不倫相手に隠し子を生ませた疑惑と主張した。クリーブランドはいずれの疑惑も事実と認めたことで、逆に有権者から誠実と受け止められた。一方、ブレインにも財界と癒着した疑獄事件が発生し、選挙戦は互いに中傷しあう泥仕合の様相を呈していたが、最終的に共和党の一部がクリーブランド支持に回ったことにより僅差でクリーブランドが勝利を収め、翌1885年3月、クリーブランドは大統領に就任した。

#### 政治方針
共和党政治が続いた後、国民の期待をになって選出された大統領は、不屈の勤勉さ、信頼感、炎のようなエネルギー、正直さの塊であった。民主党員ではあったが、強い政府、内政への大統領の指導的役割に関しては、従来の共和党の考え方と近かった。政府の家父長的保護を好まず、国民は政府に経済性、清廉さ、正義を求めるべきであり、経済的対立への介入や社会事業を求めるべきではないと考えていた。このことは、事業に有利な関税、退役軍人への年金、鉄道への土地の優遇などに反対したことにも現われた。閣僚には、大多数を占める農民や労働者や少数グループからの代表はなく、法律、政治、ビジネス界から実力ある人物を抜擢した。
しかしながら、細部にわたるまで自分で決定しなければ気がすまない性格として、ブレーンとなる側近やスタッフを置かず、メディアとの接触も避け、孤高を貫いた。強い大統領論者だけに、法案への拒否権の回数も著しく多く、第1期目だけで414回にも及んだ（初代からの歴代大統領の拒否権数合計は204回）。議会工作は苦手で、努力もしなかった。

#### 政治内容
クリーブランドは大統領特権を有効に行使し、重要問題に国民の関心を高めて立法化に努め、議会に対してイニシアティブをとるという「大統領らしい大統領」となった。官庁の市民サービスの改善、主要政府機関の改革、南北戦争従軍者への軍人恩給削減などを実施した。しかし、旱魃に苦しむテキサスに穀物種子を支給するための特別支出金を認めず、インディアンから不法に借り受けていた牧草地の契約を無効にして、放牧業者、インディアン双方の生活条件を苦しめることとなり、非難された。議会との関係も上手くいかず、銀貨の自由鋳造廃止を提案したが失敗に終わった。
当時の最大の関心事は関税問題であった。歴史的に見ると、アメリカは保護関税が効果を上げ、先進国のイギリスを凌ぐ産業国へと発展していた。共和党の優勢が自由貿易を抑えることに貢献していた。
クリーブランドは、関税を下げる政策を掲げて大統領選挙に勝利した。関税の引き下げには、民主党内部にも少数ではあるが、強硬な反対があった。1887年末に出された議会教書は、関税修正態度を盛り上げるために一石を投じたものであった。内容は、一般関税の引き下げと、特に原料品に対する課税の撤廃を強調したものであった。輸入関税によって国民が多額の支払いを製造業者に支払っているとし、積極的に保護関税修正意見を喚起させた。
1888年の大統領選挙ではイギリス大使ライオネル・サックヴィル＝ウェスト卿が「クリーブランドの当選を期待する」という旨の信書「マーチソン・レター」を出したことが公開され、これが共和党の対立候補ベンジャミン・ハリソンによる「民主党の言う関税引き下げは、英国製品を合衆国に流通させるものだ」という批判に根拠を与えてしまう。クリーブランドはこのあおりで落選した。

#### 内閣
| 職名     | 氏名                                           | 任期            |
| -------- | ---------------------------------------------- | --------------- |
| 大統領   | グロバー・クリーブランド                       | 1885年 - 1889年 |
| 副大統領 | トーマス・ヘンドリックス                       | 1885年          |
| 副大統領 | なし                                           | 1885年 - 1889年 |
| 国務長官 | トーマス・F・バヤード                          | 1885年 - 1889年 |
| 財務長官 | ダニエル・マニング                             | 1885年 - 1887年 |
| 財務長官 | チャールズ・フェアチャイルド                   | 1887年 - 1889年 |
| 陸軍長官 | ウィリアム・クラウニンシールド・エンディコット | 1885年 - 1889年 |
| 司法長官 | オーガスタス・H・ガーランド                    | 1885年 - 1889年 |
| 郵政長官 | ウィリアム・F・ヴィラス                        | 1885年 - 1888年 |
| 郵政長官 | ドン・M・ディッキンソン                        | 1888年 - 1889年 |
| 海軍長官 | ウィリアム・コリンズ・ホイットニー             | 1885年 - 1889年 |
| 内務長官 | ルシウス・Q・C・ラマー                         | 1885年 - 1888年 |
| 内務長官 | ウィリアム・F・ヴィラス                        | 1888年 - 1889年 |
| 農務長官 | ノーマン・ジェイ・コールマン                   | 1889年          |

### 大統領第2期

#### 選挙活動
1期目の大統領を退いた後、クリーブランドは一時ニューヨーク市で弁護士活動を行っていたが、マッキンリー関税法に反発、銀本位制による通貨膨張に強く反対し、1892年の民主党全国大会で大統領候補に再度選出された。1892年の大統領選挙では、カーネギー鉄鋼会社ホームステッド工場のストライキの際、共和党が大手産業の利益を擁護し、労働者を見放す態度をとったため、大衆が民主党に味方し、大統領選挙は民主党の圧勝に終わった。

#### 政治方針
独占資本による経済支配がいかに国民のためにならないかを説いたクリーブランドだったが、テキサスが旱魃に見舞われた際に、穀物種子支給用特別支出を認めないなど信念と財政の間で揺れ続けた。
鉄道網の行き過ぎた拡大、1880年代からの農業不況、通貨問題などが重なり、1893年から深刻な恐慌が始まった。特別会期を招集して激論の末、クリーブランドは銀購入法廃止案をどうにか可決させたが、関税法引き下げという公約を果たすことはできなかった。財政危機回避のため、金を国庫に導入する4法案を提出したが失敗した。不況はさらに続き、労働者のストライキが頻発した。中でもシカゴのプルマン寝台車会社のストライキは大規模なものとなった。アメリカ鉄道組合も同調し、シカゴを中心とする24州に及ぶ大ストライキへと発展した。これに対し会社の要求により、クリーブランド政権は鎮圧のため、連邦正規軍を派遣して抑圧し、指導者の投獄を要求した。ストライキは収まったものの、全米労働者の憤激で、中間選挙は民主党の大敗に終わった。不況が続く中、内政の数々の失敗により、次期大統領選挙で民主党は敗退した。

#### 外交政策
クリーブランド大統領はアメリカのフロンティア消滅とともに領土拡張というアメリカの「明白な天命」は既に果たされていると信じていた。したがって、アメリカの領土をめぐっての海外進出に対しては消極的であった。ハリソン前政権から先送りされていた、実業界の利益を追求するために仕組まれたハワイ併合問題を認めなかった。スペイン領有のカリブ海に注目するキューバは、その戦略的位置と、砂糖の産出で注目されていた。19世紀になって独立を求め繰り返し反乱を起こしていたが、この反乱に介入せず、中立を保った。
しかし、1895年から1896年にかけて、イギリス領ギアナとベネズエラとの間の国境紛争に関しては、武力を使ってもイギリスに対抗すべきという断固たる態度をとった。結果としてイギリスは調停を受け入れることになった。これは外交的勝利として評価された。

#### 内閣
| 職名     | 氏名                               | 任期        |
| -------- | ---------------------------------- | ----------- |
| 大統領   | グロバー・クリーブランド           | 1893 - 1897 |
| 副大統領 | アドレー・スティーブンソン         | 1893 - 1897 |
| 国務長官 | ウォルター・グレシャム             | 1893 - 1895 |
| 国務長官 | リチャード・オルニー               | 1895 - 1897 |
| 財務長官 | ジョン・カーライル                 | 1893 - 1897 |
| 陸軍長官 | ダニエル・スコット・ラモント       | 1893 - 1897 |
| 司法長官 | リチャード・オルニー               | 1893 - 1897 |
| 司法長官 | ジャドソン・ハーモン               | 1895 - 1897 |
| 郵政長官 | ウィルソン・S・ビッセル            | 1893 - 1895 |
| 郵政長官 | ウィリアム・ウィルソン             | 1895 - 1897 |
| 海軍長官 | ヒラリー・ハーバート               | 1893 - 1897 |
| 内務長官 | ホーク・スミス                     | 1893 - 1896 |
| 内務長官 | デイヴィッド・フランシス           | 1896 - 1897 |
| 農務長官 | ジュリアス・スターリング・モートン | 1893 - 1897 |

### 晩年

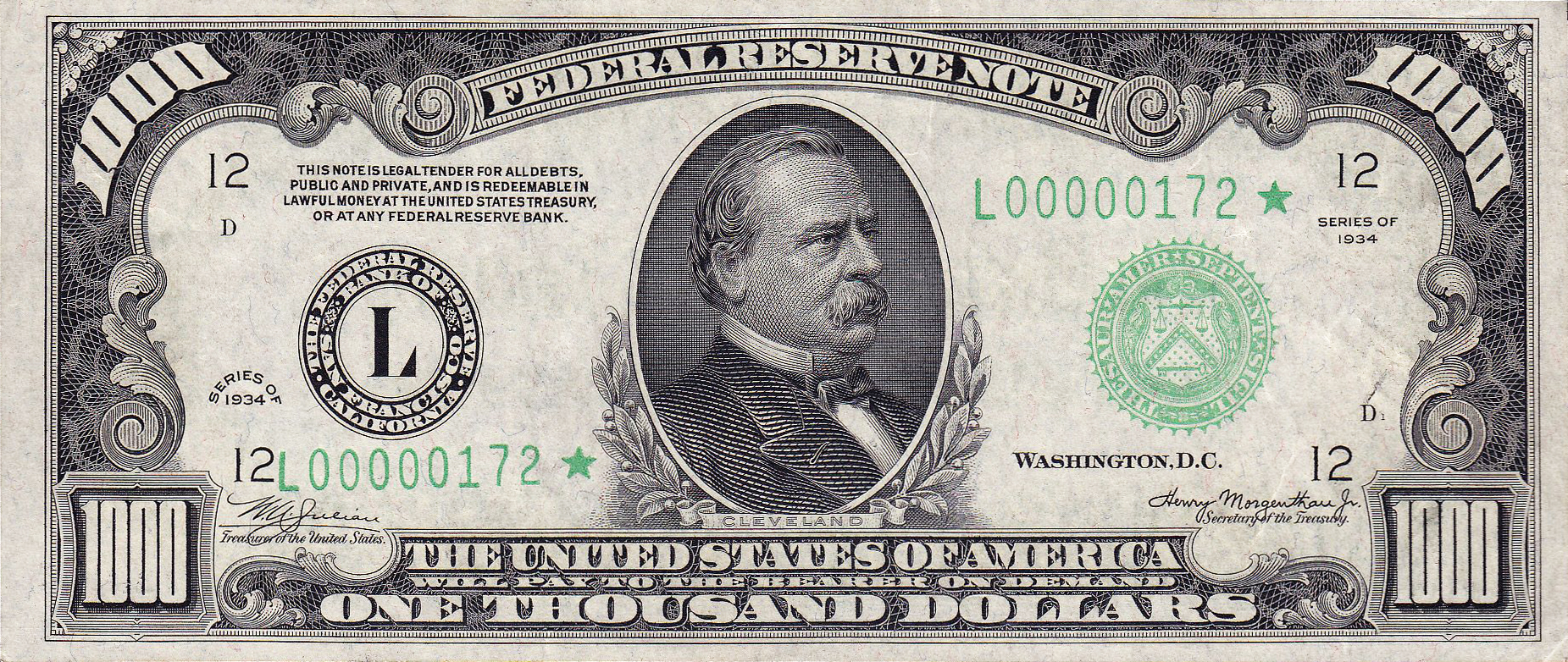
クリーブランドの肖像が描かれた1000ドル紙幣

ホワイトハウスを去った後、クリーブランドはニュージャージー州プリンストンに引退した。クリーブランドは著作に専念する傍ら、法律相談を受けたり、プリンストン大学の行事に参加したり、公共の場で講演をしたりした。
1898年、後任のウィリアム・マッキンリー大統領（共和党）による米比戦争とフィリピン併合が、被治者の同意の必要性という建国以来の共和主義の理念に反するとして反対し、アメリカ反帝国主義連盟を結成した。
1902年の無煙炭労働争議に際して、実情調査の労をとることを時の大統領セオドア・ルーズベルトに申し出た。1904年には、アルトン・パーカーを大統領に推薦して、短期間ではあるが政治活動を行った。1905年からは「公正なる社会保障協会」の再建に積極的に参画した。
1908年、クリーブランドは死去した。クリーブランドは国葬で送られた。
クリーブランドの肖像は1928年から1946年まで1000ドル紙幣に採用された。

## 逸話
巨漢であり、体重は110kgあった時期もある。身長は5フィート11インチ（約180cm）だった。
1886年6月2日、49歳の時に、ホワイトハウス内の「ブルー・ルーム」にて、自分が後見人を努めていた友人の娘で28歳年下のフランシス・フォルソムと結婚した。軍楽隊で有名なジョン・フィリップ・スーザが結婚行進曲を演奏した。ホワイトハウスで結婚した唯一の大統領である。フランシス夫人は21歳でファースト・レディとしては最も若く、二人の間には二男三女が生まれた。大統領の死後5年、フランシス夫人は48歳でプリンストン大学考古学教授のトーマス・ジェックス・プレストンⅡ世と再婚した。大統領未亡人で再婚した初のファースト・レディである。
「北欧人種が他の人種と混ざると、その質が劣等化するというのは生物学法則の常識である」と豪語してはばからなかったことでも知られる。
婦人参政権については、「良識のある婦人は投票権など望まないものだ」と、1905年4月に発行された雑誌に寄稿したことがある。
娘のエスターはコールドストリームガーズに所属するイギリス陸軍の軍人ウィリアム・シドニー・ベンス・ボサンケットと結婚しイギリスに移住している。2人の間には後に倫理学者となるフィリッパ・フットが生まれた。